# 駿河牧氏
牧氏（まきし）は、駿河国駿河郡大岡牧（大岡庄、現静岡県沼津市周辺）を本貫とした武家、鎌倉幕府御家人。鎌倉時代初期に鎌倉幕府執権北条時政の外戚となり勢力を持った。大岡氏（おおおかし）とも称した。

## 出自
牧・大岡氏の系譜は伝わらないが、『明月記』元久2年3月10日条に「（大岡）備前守藤時親」とあり、藤原氏だったらしい。『愚管抄』によれば、牧氏の草分けは大舎人允宗親という人物で、平清盛の異母弟である平頼盛に長年仕え、頼盛が領家として持った大岡牧の荘官として同地を根拠地としたという。
なお『尊卑分脈』に記載のある藤原隆家の玄孫・宗兼の子である諸陵助宗親を大舎人允宗親に比定する説が出されている。宗兼の娘は平頼盛の生母池禅尼であり、宗親が頼盛に仕えていたことからその蓋然性が認められるという。

## 盛衰
大舎人允宗親の娘・牧の方は源頼朝の外戚となって権勢を持った伊豆国の武士・北条時政の後妻となり、男子北条政範のほか複数の女子を儲けた。牧氏は平頼盛に仕えていた経歴から京都との繋がりが深かったようで、牧の方所生の娘には公家に嫁いだ者もいる。『吾妻鏡』における牧氏は時政の側近として活動する記事が多く見られ、寿永元年（1182年）時政の娘である北条政子の指示で、牧の方の兄弟にあたる牧三郎宗親が頼朝の愛妾・亀の前の住む邸宅を破壊させる事件を起こしている。この事件は牧の方政子への密告が発端となっており、宗親はこの件で頼朝の怒りを買い恥辱を与えられたため、時政はその抗議のために鎌倉を出て故郷に引き上げるという態度を示している。三郎宗親は後に武者所宗親と改めて引き続き時政側近として『吾妻鏡』に見え、建久6年（1195年）の記事を終見とする。
その後、建仁3年（1203年）には時政の側近として大岡判官時親の名が見られる。時親は『愚管抄』に牧の方の兄とされている人物であり、元久2年（1205年）に備前守に任官している。また建久3年（1192年）京都守護に任じられた牧四郎国親も一族とみられる。元久2年（1204年）牧の方は娘婿平賀朝雅の訴えを容れて北条時政に讒言して畠山重忠の乱を惹起し、さらに朝雅の将軍擁立まで謀ったが、北条政子・義時に防がれた（牧氏事件）。時政は伊豆北条に隠退し建保3年（1215年）に同地で死去。時政の与党だった大岡時親も時政失脚と同時に出家し、以後牧氏の具体的動向は不明となる。ただし嘉禄3年（1227年）に尼となっていた牧の方が在京していることがわかっている。
通常同名の大舎人允宗親と武者所宗親を同一人物視するが、その官歴から『吾妻鏡』にみえる武者所宗親と備前守時親を同一人物とする説もある。なお「北条系図」は北条時政の娘の中に大岡時親の室がいるとしている。

## 一族
- 大舎人允宗親
- 牧宗親（三郎、武者所）
- 大岡時親（検非違使尉、備前守）
- 牧の方
- 牧国親（四郎）[注 2]
- 牧政親（六郎） - 文治5年（1189年）藤原泰衡と内通の疑いにより失脚[18]
- 牧小太郎[19] - 建暦2年（1212年）鎌倉に屋地を与えられる[20]
- 牧左衛門二郎[19] - 正嘉元年（1257年）廂番創設時の番衆となる[21]

外戚
- 越後介高成 - 牧の方の外甥[22]
- 北条時政
  - 北条政範
  - 平賀朝雅
  - 藤原国通 - 平賀朝雅室の再嫁相手[23]
  - 稲毛重成 - 時政の女婿、妻の母は牧の方[5]
  - 宇都宮頼綱 - 時政の女婿、妻の母は牧の方[5]
  - 坊門忠清 - 時政の女婿、妻の母は牧の方[5]